# 竹槍

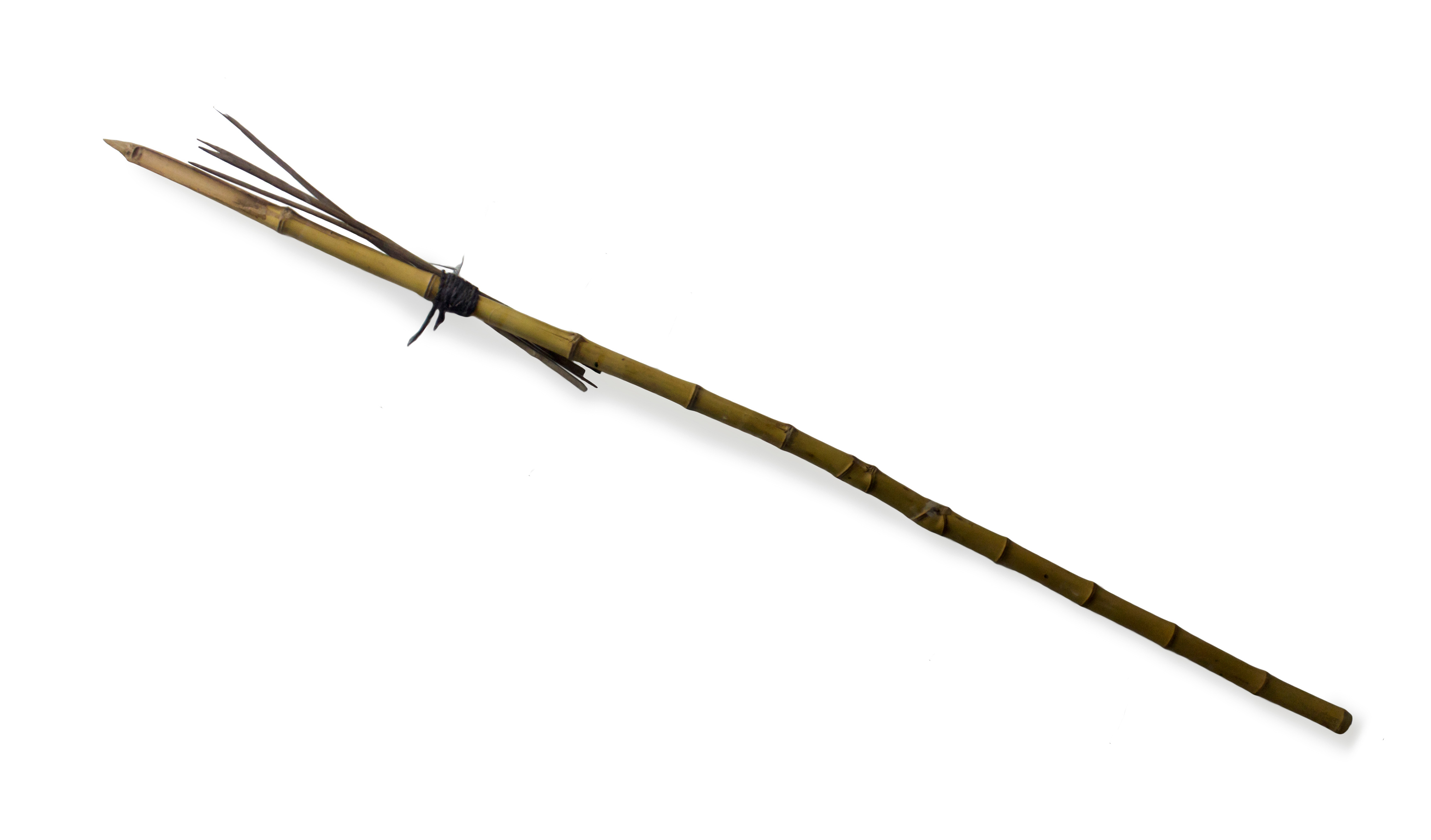
竹槍

竹槍是將竹子一端削尖或接上金屬槍頭所製成的簡易槍器。因容易製作，在古時中國、日本常是民眾起事時常用的武器。